# Misure di sicurezza
Le misure di sicurezza sono provvedimenti previsti dai vari sistemi penali, adottate per finalità terapeutiche, rieducative e risocializzanti delle persone ritenute socialmente pericolose.  Esse vanno distinte dalla pena e dalle misure di prevenzione; il soggetto che si trovi nelle strutture preposte viene detto "internato".

## Nel mondo

### Italia
Con esse può essere promossa l'educazione o la cura a seconda delle esigenze al fine di neutralizzare la pericolosità del soggetto. Le misure di sicurezza possono essere rinnovate, a seguito di una valutazione in cui emerge che la pericolosità permane. Si può applicare la misura di sicurezza a qualsiasi soggetto che, anche se non punibile o non imputabile, abbia commesso un delitto o un quasi delitto (artt. 49 e 115 codice penale). Il soggetto è socialmente pericoloso perché si ritiene probabile che commetta altri reati.
Le misure di sicurezza possono applicarsi solo se la legge lo prevede nella singola fattispecie di reato.
Tutte le misure di sicurezza personali sono ordinate previo accertamento che colui il quale ha commesso il fatto è persona socialmente pericolosa. Il giudice valuta la pericolosità sociale attenendosi ai criteri stabiliti dall'articolo 133 codice penale, valutando quindi elementi oggettivi e soggettivi del reato e del reo ovvero la gravità, i mezzi e le modalità del reato commesso e la capacità a delinquere del reo (carattere, precedenti penali, condotta di vita).

### Condizioni e termini
Le misure di sicurezza si applicano soltanto se si verificano due condizioni, ovvero l'esistenza di un reato commesso e della pericolosità del reo. La prima condizione può subire una deroga eccezionale soltanto nel caso del delitto impossibile e dell'accordo o istigazione senza commissione (semi-reati).
In passato le misure di sicurezza detentive erano state oggetto di numerose critiche, poiché il legislatore non aveva previsto una durata massima e la misura poteva estendersi sino alla morte del soggetto (da qui il nome di "ergastolo bianco"). La durata della misura di sicurezza è comunque 'relativa', il magistrato di sorveglianza è tenuto a controllare periodicamente il reo (art. 208 c.p.) per verificare se persista la pericolosità sociale.
Il comma 2 dell'art.207 c.p., il quale prevedeva che "La revoca non può essere ordinata se non è decorso un tempo corrispondente alla durata minima stabilita dalla legge per ciascuna misura di sicurezza", è stato dichiarato illegittimo dalla corte costituzionale assieme al comma 3.
L'articolo 69 dell'ordinamento penitenziario, al 4° comma, stabilisce che il magistrato di sorveglianza "provvede al riesame della pericolosità ai sensi del primo e secondo comma dell'articolo 208 del codice penale, nonché all'applicazione, esecuzione, trasformazione o revoca, anche anticipata, delle misure di sicurezza. Provvede altresì, con decreto motivato, in occasione dei provvedimenti anzidetti, alla eventuale revoca della dichiarazione di delinquenza abituale, professionale o per tendenza di cui agli articoli 102, 103, 104, 105 e 108 del codice penale".
La legge 30 maggio 2014, n. 81 ha stabilito che “Le misure di sicurezza detentive provvisorie o definitive, compreso il ricovero nelle residenze per l'esecuzione delle misure di sicurezza, non possono durare oltre il tempo stabilito per la pena detentiva prevista per il reato commesso, avuto riguardo alla previsione edittale massima".

### Classificazione
Le misure di sicurezza si dividono in:
PERSONALIFra le detentive troviamo la colonia agricola e la casa di lavoro (artt.216-218 c.p.). In passato era previsto per soggetti non imputabili il ricovero in un ospedale psichiatrico giudiziario (art.222 c.p.), assegnazione a una casa di cura e di custodia, (artt.219-221 c.p.) per soggetti semi-imputabili. Dal 1º aprile 2015, l'esecuzione nelle case di cura e custodia e il ricovero negli ospedali psichiatrici giudiziari è sostituita dall'esecuzione nelle residenze per l'esecuzione delle misure di sicurezza (REMS); nel 2011, il decreto legge 22 dicembre 2011, n. 211, successivamente convertito in legge 17 febbraio 2012, n. 9, ha disposto la chiusura delle case di cura e custodia e degli ospedali psichiatrici giudiziari per il 31 marzo 2013; dopo due rinvii la chiusura definitiva è stata fissata al 31 marzo 2015.
Misure non detentive personali sono: 
- libertà vigilata,
- divieto di soggiorno in uno o più comuni o in una o più province
- espulsione dello straniero dallo Stato,
- divieto di frequentare osterie e pubblici spacci di bevande alcooliche

PATRIMONIALIsono la cauzione di buona condotta e la confisca.